# Кентавромахия
Кентавромахия е названието на популярен сюжет в древногръцката митология, представящ битката между кентаври и лапити (племена в Тесалия, Древна Гърция, според легендите за тях – с полубожествен произход и с особен вид: кентаврите имат отчасти конско тяло, а лапитите са с великански ръст), която завършва в полза на лапитите.

## Митът
Според най-популярния мит, представен от Овидий, на сватбата на царя на лапитите Пиритой и Хиподамея, кентавърът Еврит (Евритион), опиянен от виното, се опитва да отвлече невестата. Другите кентаври, присъстващи на сватбата, последват примера му, грабвайки други от човешките жени. За тях започва битка между двете племена. Побеждават лапитите, а малцината оцелели кентаври се укриват в планините. В тази битка участват (въпреки че сами не са част нито от кентаврите, нито от лапитите) едни от най-известните герои в древногръцката митология: Тезей, Пелей и Нестор.
Според Диодор Сицилийски, тази битка е продължение на стара вражда между кентаврите и лапитите, а според Палефат кентаврите са хора-конници, извършващи нощни грабителски нападения над лапитите, които, не познавайки коня като ездитно животно, ги приемат за полухора-полуконе (което е буквалното тълкуване на името „кентаври“).

## Кентавромахията в изобразителното изкуство
Първите изображения на кентаври се появяват в скулптурните изображения („Герой и кентавър“, Ок. 750 г. пр.н.е.) и древногръцката керамика (по-точно, в чернофигурната вазопис – ваза Франсоа) в Древна Гърция.
През Ранната Класика от историята на изкуството на Древна Гърция, е построен храмът на Аполон Епикурейски в Баса, в края на V в. Негов архитект е Иктион, който украсява дорийския ордер с релефни изображения на амазономахия и кентавромахия.
През Зрялата Класика са издигнати храмовете на Акропола. На южната страна на метопите на неговото най-голямо и главно съоръжение, Партенона, са изобразени битките между лапити и кентаври. Всички те са изработени към 440 г. пр.н.е. от Фидий и неговите ученици. Сцени на кентавромахия има и на западния фронтон на храма на Зевс в Олимпия.
Кентавромахията е често използван мотив, който се появява в произведенията на изкуството от стиловете: Ренесанс, Барок, Класицизъм, Символизъм, Импресионизъм. Присъства м творчеството на едни от най-бележитите скулптори и художници, като Микеланджело, Роден, Рубенс, Гоя, Ботичели, Франсоа Вердер, Антонио Молинари, Жан Батист Рено, Арнолд Бьоклин.
В днешно време изразът кентавромахия е станал нарицателно за свада между съседи, които са в лоши отношения помежду си.